# Kup maršala Tita 1967./68.
Kup maršala Tita 1967./68., također poznat kao Kup Jugoslavije u nogometu 1967./68., bila je dvadeset i prva sezona Kupa Jugoslavije u nogometu nakon Drugog svjetskog rata.

U kvalifikacijama koje su provodili republički savezi sudjelovalo je 2354 ekipe; 16 ekipa došlo je do stvarnog kupa (pod upravom FSJ), koji se igrao od 3. ožujka do 22. svibnja 1968.
Trofej je osvojila Crvena zvezda koja je u finalu savladala drugoligaša Bor. Crveno-bijelima je to bio sedmi naslov u ovom natjecanju.

Ovogodišnji pobjednik kupa Crvena zvezda osvojila je duplu krunu (prvenstvo i kup) i igrala u Kupu prvaka, u Kupu pobjednika kupova 1968./69. igrao je finalist kupa Bor.
Nakon godinu dana pauze finale se vratilo u Beograd.

## Turnir
Iznenađenja su počela u osmini finala. Prvo iznenađenje priredio je drugoligaš Bor koji je uspio eliminirati domaći Radnički.

Zrenjaninski Proleter pobijedio je skopski Vardar, Vojvodina Partizan (2:0), dok je tuzlanska Sloboda prošla boljim izvođenjem jedanaesteraca protiv drugoligaša Šibenika.

Od 16 prvoligaških klubova samo se devet momčadi uspjelo plasirati u osminu finala. U četvrtfinalnim dvobojima nastupila su još tri drugoligaša, a Bor, novopečeni prvoligaš, izborio je finale.

Bor je nastavio pobjednički pohod: kao domaćin slavio je protiv Slobode iz Tuzle s 3:1. Ostala tri susreta završila su pobjedom favorita.

Polufinalni dvoboji završili su pobjedom domaćina: Crvena zvezda i Bor svladali su Maribor i Vojvodinu istim rezultatom (2:1).

Tako je još jednom u finalu odigran susret prvoligaša i drugoligaša. Bor je uvjerljivo poražen od Crvene zvezde s 0:7.

## Sudionici
Sudjelovalo je 2354 ekipe. Splitski Hajduk je u pretkolu eliminirao Zadar (5:2), ali je poražen od Neretve Metković (0:1) čime je ispao iz kupa; Dinamo Zagreb eliminirao je Varteks Varaždin (1:0), ali je potom u gradskom derbiju ispao od Zagreba (1:2); Partizan je eliminirao Voždovački (2:0); Crvena zvezda eliminirala je subotički Spartak (3:0). Maksimir je u 1. kolu izgubio 14:0 od druge momčadi Dinama što je najveći poraz u klupskoj povijesti.

Sljedećih 16 ekipa plasirale su se u završni dio:
| rang    | Slovenija | Hrvatska           | Bosna i Hercegovina | Srbija                           | Srbija                                                  | Srbija | Crna Gora   | Makedonija |
| rang    | Slovenija | Hrvatska           | Bosna i Hercegovina | Vojvodina                        | Središnja Srbija                                        | Kosovo | Crna Gora   | Makedonija |
| ------- | --------- | ------------------ | ------------------- | -------------------------------- | ------------------------------------------------------- | ------ | ----------- | ---------- |
| 1. rang | - Maribor | - Rijeka - Zagreb  |                     | - Proleter Zrenjanin - Vojvodina | - OFK Beograd - Crvena zvezda - Partizan - Radnički Niš |        |             | - Vardar   |
| 2. rang |           | - Borovo - Šibenik | - Sloboda Tuzla     |                                  | - Bor                                                   |        | - Budućnost |            |
| 3. rang |           |                    | - Jedinstvo Bihać   |                                  |                                                         |        |             |            |

## Osmina završnice
| Domaći sastav           |   | Gostujući sastav     | Rezultat               |
| ----------------------- | - | -------------------- | ---------------------- |
| NK Borovo (Borovo)      | – | Jedinstvo (Bihać)    | 6:0                    |
| Crvena zvezda (Beograd) | – | NK Zagreb (Zagreb)   | 3:1                    |
| NK Maribor (Maribor)    | – | Budućnost (Titograd) | 3:1                    |
| OFK Beograd (Beograd)   | – | NK Rijeka (Rijeka)   | 1:0                    |
| Radnički (Niš)          | – | FK Bor (Bor)         | 2:3 (prod.)            |
| Sloboda (Tuzla)         | – | NK Šibenik (Šibenik) | 2:2 (prod.) (7:4 pen.) |
| Vojvodina (Novi Sad)    | – | Partizan (Beograd)   | 2:0                    |
| Proleter (Zrenjanin)    | – | Vardar (Skoplje)     | 1:0                    |

## Četvrtzavršnica
| Domaći sastav        |   | Gostujući sastav        | Rezultat |
| -------------------- | - | ----------------------- | -------- |
| NK Borovo (Borovo)   | – | Crvena zvezda (Beograd) | 0:2      |
| NK Maribor (Maribor) | – | OFK Beograd (Beograd)   | 1:0      |
| FK Bor (Bor)         | – | Sloboda (Tuzla)         | 3:1      |
| Vojvodina (Novi Sad) | – | Proleter (Zrenjanin)    | 3:0      |

## Poluzavršnica
| Domaći sastav           |   | Gostujući sastav     | Rezultat |
| ----------------------- | - | -------------------- | -------- |
| Crvena zvezda (Beograd) | – | NK Maribor (Maribor) | 2:1      |
| FK Bor (Bor)            | – | Vojvodina (Novi Sad) | 2:1      |

## Završnica

### Susret
| 22. svibnja 1968.                                    |             |     |                                                                                     |
| Crvena zvezda                                        | 7:0         | Bor | Stadion Crvena zvezda, Beograd Broj gledatelja: 10.000 Sudac: Ratko Čanak (Beograd) |
| Ostojić 35' 47' 72' Džajić 62' 75' Lazarević 64' 67' | (izvještaj) |     | Stadion Crvena zvezda, Beograd Broj gledatelja: 10.000 Sudac: Ratko Čanak (Beograd) |

| Crvena zvezda | Bor |

| RED STAR:       |  |                   |  |
|                 |  |                   |  |
| G               |  | Ratomir Dujković  |  |
|                 |  | Milovan Đorić     |  |
|                 |  | Petar Krivokuća   |  |
|                 |  | Miroslav Pavlović |  |
|                 |  | Kiril Dojčinovski |  |
|                 |  | Slobodan Škrbić   |  |
|                 |  | Stevan Ostojić    |  |
|                 |  | Zoran Antonijević |  |
|                 |  | Vojin Lazarević   |  |
|                 |  | Jovan Aćimović    |  |
|                 |  | Dragan Džajić     |  |
| Trener:         |  |                   |  |
| Miljan Miljanić |  |                   |  |

| BOR:               |  |                   |  |
|                    |  |                   |  |
| G                  |  | Jovan Hajduković  |  |
|                    |  | Pavao Rajzner     |  |
|                    |  | Desimir Ranković  |  |
|                    |  | Slobodan Perišić  |  |
|                    |  | Nemanja Radulović |  |
|                    |  | Živanović         |  |
|                    |  | Tomislav Petrović |  |
|                    |  | Dušan Sopić       |  |
|                    |  | Ištvan Šorban     |  |
|                    |  | Slobodan Tomić    |  |
|                    |  | Franja Paulinc    |  |
| Trener:            |  |                   |  |
| Radojica Radojičić |  |                   |  |

## Poveznice
- Prva savezna liga 1967./68.
- Druga savezna liga 1967./68.
- 3. ligaški rang 1967./68.

## Vanjske poveznice
- RSSSF
- Jugoslavija - Detalji finala Kupa 1947.-2001
- exyufudbal.in.rs
- lavkup.com
- bihsoccer.com